# Nietuszkowo
Nietuszkowo (prononciation : [ɲetuʂˈkɔvɔ]) est un  village polonais de la gmina de Chodzież dans le powiat de Chodzież de la voïvodie de Grande-Pologne dans le centre-ouest de la Pologne.
Il se situe à environ 8 kilomètres au nord-ouest de Chodzież (siège de la gmina et du powiat) et à 71 kilomètres au nord de Poznań (capitale de la Grande-Pologne).

## Histoire
De 1818 à 1920, Nikolskowo fait partie de l'arrondissement de Colmar-en-Posnanie (de) dans le district de Bromberg au sein de la province de Posnanie.
De 1975 à 1998, le village faisait partie du territoire de la voïvodie de Piła.

Depuis 1999, Nietuszkowo est situé dans la voïvodie de Grande-Pologne.

## Monuments
- le château de la seconde moitié du XIXe siècle et son parc ;
- la chapelle et son cimetière.

## Personnalités liées à la ville
- Adolf von Oven (1855-1937), général.